# George S. Mickelson
George Speaker Mickelson (31 janvier 1941-19 avril 1993) est un homme politique américain et vétéran de la guerre du Vietnam qui est le 28e gouverneur du Dakota du Sud de 1987 jusqu'à sa mort en 1993 dans un accident d'avion près de Zwingle, Iowa.

## Jeunesse et éducation
Mickelson est né à Mobridge, dans le Dakota du Sud. Son grand-père est un immigrant norvégien. Son père, George T. Mickelson, est également gouverneur du Dakota du Sud, de 1947 à 1951.
Mickelson est diplômé de l'Université du Dakota du Sud avec un baccalauréat en administration des affaires en 1963 et de la faculté de droit de l'Université du Dakota du Sud en 1965. Il est membre de la fraternité Lambda Chi Alpha à l'USD. Il sert dans l'armée américaine, notamment lors d'une mission au Vietnam. Il épouse Linda McCahren et ils ont trois enfants, Amy, David et Mark.

## Carrière
Mickelson est procureur général adjoint de l'État du Dakota du Sud (1967-1968) et procureur de l'État du Dakota du Sud, comté de Brookings (1971-1974). Élu pour la première fois à la Chambre des représentants du Dakota du Sud en 1974, il y occupe ce poste pendant six ans, puis est président pendant les deux dernières années. Mickelson est élu gouverneur en 1986 et réélu quatre ans plus tard.
Le 19 avril 1993, Mickelson est l'une des huit personnes à bord d'un avion appartenant à l'État qui revenait au Dakota du Sud après une campagne de lobbying dans l'Ohio. L'avion, un turbopropulseur Mitsubishi MU-2, signale des problèmes de moteur alors qu'il vole près de Dubuque, dans l'Iowa, et s'écrase dans un silo de ferme à environ quatre miles au sud de Zwingle. Tous les passagers de l'avion sont tués .
Mickelson est remplacé comme gouverneur par le lieutenant-gouverneur de l'époque, Walter Dale Miller.